# ادل اگزارکوپولوس
ادل اگزارکوپولوس (فرانسوی: Adèle Exarchopoulos‎؛ زادهٔ ۲۲ نوامبر ۱۹۹۳) بازیگر سینمای فرانسوی است. او برای بازی در فیلم آبی گرم‌ترین رنگ است به شهرت رسید.
بنابر گفته استیون اسپیلبرگ، رئیس هیئت داوران شصت و ششمین جشنواره فیلم کن با تصمیم اعضای هیئت داوران، نخل طلا علاوه بر کارگردان فیلم زندگی آدل استثنائاً به دو هنرپیشه زن این فیلم، یعنی آدل اگزارکوپولوس و لئا سیدو نیز اهدا شد. او یک پسر از نامزد سابقش دومس دارد.

## فیلم‌شناسی
- جعبه‌ها ۲۰۰۷
- فرزندان تیمباخ ۲۰۰۸
- The Round Up ۲۰۱۰
- Turk's Head ۲۰۱۰
- بچه‌های پاریس ۲۰۱۰
- Chez Gino ۲۰۱۱
- Carré blanc ۲۰۱۱
- Des morceaux de moi ۲۰۱۲
- زندگی آدل ۲۰۱۳
- یتیم ۲۰۱۶
- از روی درماندگی ۲۰۱۶
- کلاغ سفید ۲۰۱۸
- پیشگو ۲۰۱۹
- پادشاهی حیوانات ۲۰۲۳